# Miss Juneteenth
Miss Juneteenth é um filme de drama estadunidense escrito e dirigido por Channing Godfrey Peoples e estrelado por Nicole Beharie, Kendrick Sampson e Alexis Chikaeze. O filme estreou no Festival Sundance de Cinema em janeiro de 2020 e foi lançado em vídeo sob demanda em 19 de junho de 2020, coincidindo com o 155º aniversário do feriado de emancipação da escravidão no Texas.

## Elenco
- Nicole Beharie como Turquoise Jones[2]
- Kendrick Sampson como Ronnie[2]
- Alexis Chikaeze como Kai Jones[2]
- Liz Mikel como Betty Ray[2]
- Marcus Mauldin como Wayman
- Jaime Matthis como Quantavious
- Lori Hayes como Charlotte
- Akron Watson como Bacon
- Phyllis Cicero como Mrs. Washington
- Lisha Hackney como Clarissa

## Recepção da crítica
No Rotten Tomatoes, o filme mantém um índice de aprovação de 99% com base em 104 avaliações, com uma classificação média de 7,72/10. O consenso dos críticos do site diz: "Como uma vencedora de um concurso caminhando pelo palco, Miss Juneteenth segue um caminho conhecido - mas o faz com charme e graça". No Metacritic, o filme tem uma pontuação média ponderada de 73 de 100, com base em 23 resenhas , indicando "críticas geralmente favoráveis".